# Jessica Hart
Pour les articles homonymes, voir Hart.
Jessica Hart, née le 26 mars 1986 à Sydney, est un mannequin australien. Elle est principalement connue pour son travail pour PINK, la gamme de Victoria's Secret.

## Biographie

### Enfance
Jessica Hart, qui est connue pour ses dents du bonheur, a commencé sa carrière de mannequin en 2000, après avoir gagné un concours organisé par le magazine américain Dolly (en), qui avait révélé Miranda Kerr en 1997. Elle étudiait alors à la Sophia Mundi Steiner School (en).
Elle décide de parcourir le monde afin de gagner de l'expérience. Elle se rend ainsi au Japon avant de s'installer à Paris pour quatre mois et à Londres pour un an. Elle s'installe ensuite à New York où elle signe un contrat avec l'agence de mannequins Chadwick Models. Elle commence alors à défiler, pour Betsey Johnson et Venexiana.

### Carrière
En 2005, elle défile pour Camilla Staerk, John Rocha (en), Jenny Packham (en) et Agent Provocateur.
En 2008, elle devient l'égérie de Guess. Elle est en couverture de Vogue Australia et Elle Germany.
En 2009, elle crée sa propre collection de vêtements, Neon Hart, en collaboration avec la marque australienne General Pants Co. (en),. Une partie des revenus générés par cette collection est reversée à l'association Destiny Rescue. La même année, elle pose pour Sports Illustrated Swimsuit Issue.
En 2010, elle arpente de nombreux podiums, dont ceux de Matthew Williamson, Gottex, Julien MacDonald (en), Giles Deacon (en), Christopher Kane (en) et Sass & bide.
En 2011, elle est l'égérie de Karen Millen (en). Elle est aussi dans une publicité de Barneys New York, habillée par Carine Roitfeld.
En 2012, elle est une des ambassadrices de Mayer. Après s'être cassé la cheville et blessé le pied en début d'année, elle se voit forcée de ne pas participer aux semaines des défilés. Elle pose cependant pour des publicités qui incluent H&M.
En 2012 et 2013, elle est l'égérie de la marque de chaussures Pour la Victoire. Les publicités ont été photographiées par Terry Richardson,.
Depuis 2012, elle défile pour Victoria's Secret,. Elle est aussi la porte-parole de leur gamme PINK depuis 2009. Elle pose ainsi pour leurs catalogues et publicités, et participes à certains événements qu'ils organisent.
En 2013, elle participe au projet DIY de Rag & bone (en).
En 2014, elle fait la couverture de L'Officiel. Elle défile pour Rag & Bone.

### Vie privée
Sa petite sœur, Ashley Hart, qui est également un mannequin de l'agence Chadwick Models, a posé en couverture du Elle italien et de magazines de fitness tels que Women's Health (en) ou Fitness First. Elle est aussi professeur de yoga.
De 2004 à 2010, Jessica Hart est en couple avec Nicolas Potts, membre du groupe Tamarama. Depuis 2010 elle fréquente Stavros Niarchos III, héritier de Stávros Niárchos, et ex-petit-ami de Paris Hilton et Mary-Kate Olsen.